# Kanton Besançon-Est
Der Kanton Besançon-Est war von 1973 bis 2015 ein französischer Wahlkreis im Département Doubs und in der damaligen Region Franche-Comté. Er umfasste einen Teilbereich der Stadt Besançon und zwei weitere Gemeinden im Arrondissement Besançon; sein Hauptort (frz.: chef-lieu) war Besançon. Die landesweiten Änderungen in der Zusammensetzung der Kantone brachten im März 2015 seine Auflösung. Vertreter im conseil général des Départements war zuletzt von 2012 bis 2015 Patricia Olivares.

## Gemeinden
- Besançon (Teilbereich)
- Chalèze
- Chalezeule